# Qeqertaq Helistop
Qeqertaq Helistop (IATA: , ICAO: BGQE) er en grønlandsk flyveplads beliggende i Qeqertaq med et gruslandingsområde med en radius på 15 m. I 2008 var der 179 afrejsende passagerer fra flyvepladsen fordelt på 44 starter (gennemsnitligt 4,07 passagerer pr. start).
Qeqertaq Helistop drives af Mittarfeqarfiit, Grønlands Lufthavnsvæsen. Statens Luftfartsvæsen fører tilsyn med flyvepladsen.

## Eksterne links
- AIP for BGQE fra Statens Luftfartsvæsen Arkiveret 8. marts 2012 hos  Wayback Machine